# گونگسبرگ
گونگسبرگ (انگلیسی: Kongsberg) شرکت کشتی‌سازی نروژی است، که در سال ۱۸۱۴ تأسیس شد.